# Исчезательный шкаф
Исчезательный шкаф (англ. vanishing cabinet) — два шкафа, образовывавшие что-то наподобие магического коридора. Человек, попавший в один из шкафов, мог мгновенно переместиться в другой.

## Роль предмета в книге
Первый раз шкаф появляется в книге "Гарри Поттер и Тайная Комната". Гарри, ошибившись, попал не в Косой  Переулок, а в Лютный Переулок.Он заглянул в "Горбин и Бэрк", но по иронии судьбы тогда же и туда же заглянули Люциус Малфой и его сын Драко. Прячась от них, Гарри залезает в Исчезательный шкаф (который на тот момент был сломан), и таким образом остался незамеченным. В следующий раз Исчезательный шкаф появляется в этой же книге Пивз по просьбе Почти Безголового Ника сбрасывает его с высоты. И только потом артефакт появляется в «Гарри Поттер и Орден Феникса». Тогда близнецы Фред и Джордж Уизли запихнули Монтегю в Исчезательный шкаф за то, что он собирался оштрафовать Гриффиндор. В конце концов, Монтегю все-таки смог трансгрессировать из шкафа, чуть не погибнув. При этом, парень рассказал, что иногда слышал то, что происходило в школе, а иногда то, что в магазине «Горбин и Бэрк». Никто не придал этому значения, кроме Драко Малфоя, который позже стал Пожирателем смерти. В книге «Гарри Поттер и Принц-полукровка» Малфой получил задание от Темного Лорда — убить Альбуса Дамблдора. Починив Исчезательные шкафы, Драко смог привести в школу других Пожирателей, но на самую главную часть — убийство — пойти не решился. За него это сделал Северус Снегг.